# Trosdravik
Trosdravik (Bromus racemosus) is een in Nederland voorkomende plant uit de grassenfamilie (Poaceae). De plant komt van nature voor in Europa. De botanische naam Bromus is afgeleid van het Griekse woord bromos, dat haver betekent, omdat sommige draviksoorten een beetje op haver lijken. De vrucht is een graanvrucht. Het aantal chromosomen is 2n = 28.
Trosdravik komt niet alleen voor in de riviergebieden in vochtige hooilanden en in Zuid-Limburg op lemige matig voedselrijke grond, maar ook in bermen en akkerland.
Er worden twee ondersoorten onderscheiden:
Trosdravik
Bromus racemosus subsp. racemosus
- Duits: Traubentrespe
- Engels: Smooth brome

Velddravik of Grote trosdravik
Bromus racemosus subsp. commutatus
- Duits: Verwechselte Trespe
- Engels: Meadow brome

## Trosdravik
Trosdravik is een een- of tweejarige plant met rechtopstaande stengels en die 30-90 cm hoog kan worden. De bladeren zijn minder dan 6 mm breed en kaal maar aan de randen spaarzaam bewimperd. De bladschede is verspreid behaard met dikke stijve haren. Het tongetje (ligula) is ongeveer 1,2-1,8 mm breed.
De plant bloeit in mei en juni met armarige pluimen. De zijtakken hebben meestal maar één aartje. De aartjes zijn 12-18 mm lang.  De kelkkafjes zijn ongeveer even lang. Het onderste kroonkafje is ongeveer 8 mm lang en het bovenste 7,5 mm. Het onderste kroonkafje heeft een 5 mm lange kafnaald. De helmknoppen zijn 2,5-3 mm lang.

## Velddravik
Velddravik is een één- of tweejarige plant met rechtopstaande stengels en die 30 tot 90 cm hoog kan worden. De 10 tot 12 mm brede bladeren zijn kaal of verspreidt behaard. De bladschede is alleen bij het tongetje op de rand behaard. Het tongetje (ligula) is ongeveer 1,5 tot 2 mm breed.
De plant bloeit in mei en juni met armarige pluimen. De zijtakken hebben vaak meer dan één aartje. De aartjes zijn 18-28 mm lang  Het onderste kroonkafje is 9-11 mm lang en het bovenste 6-8 mm. De zijranden van het onderste kroonkafje maken op of boven het midden een hoek en heeft een 5 mm lange kafnaald. De helmknoppen zijn 1-1,5 mm lang en blijven meestal verborgen tussen de kroonkafjes.

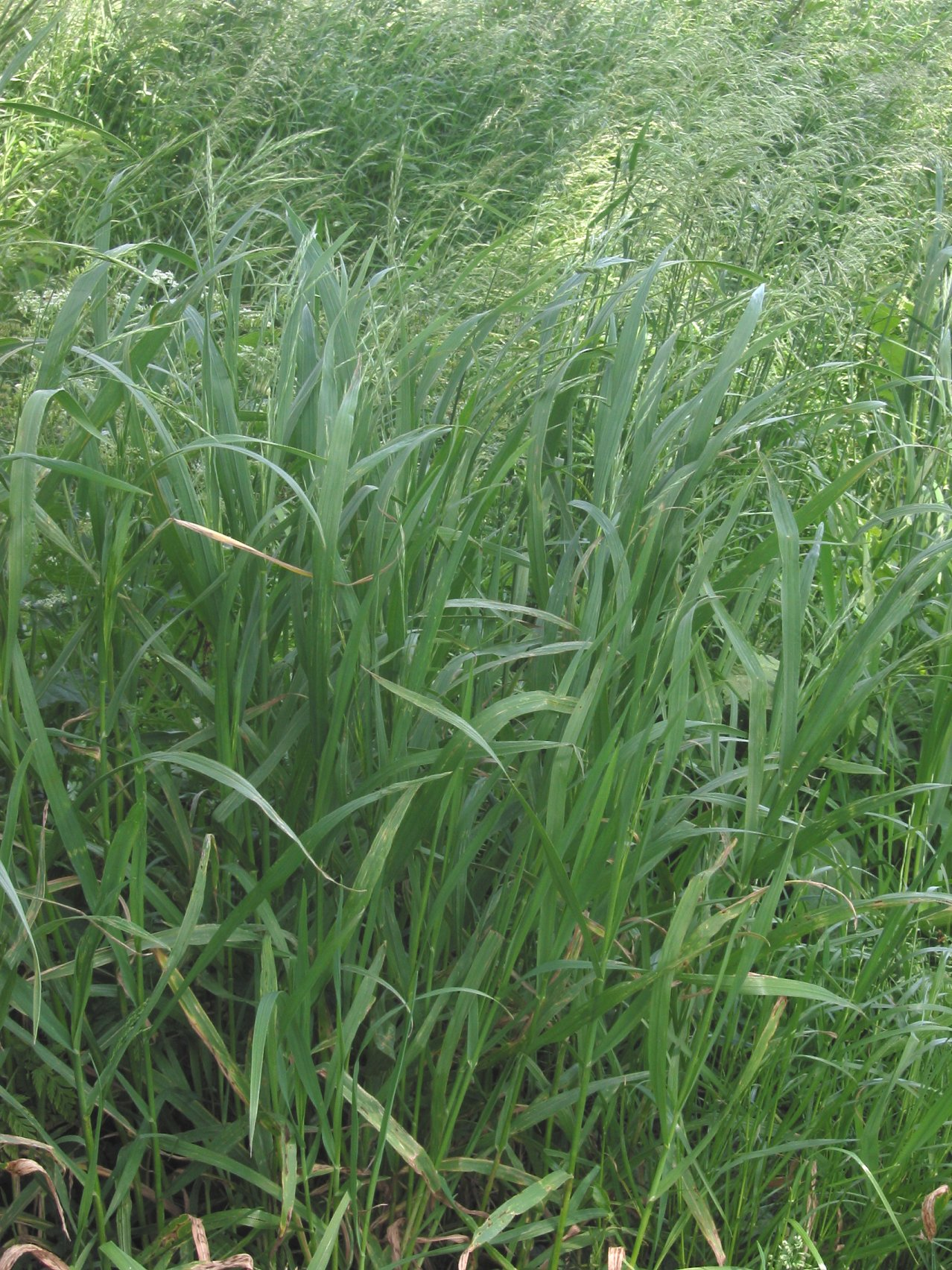
planten
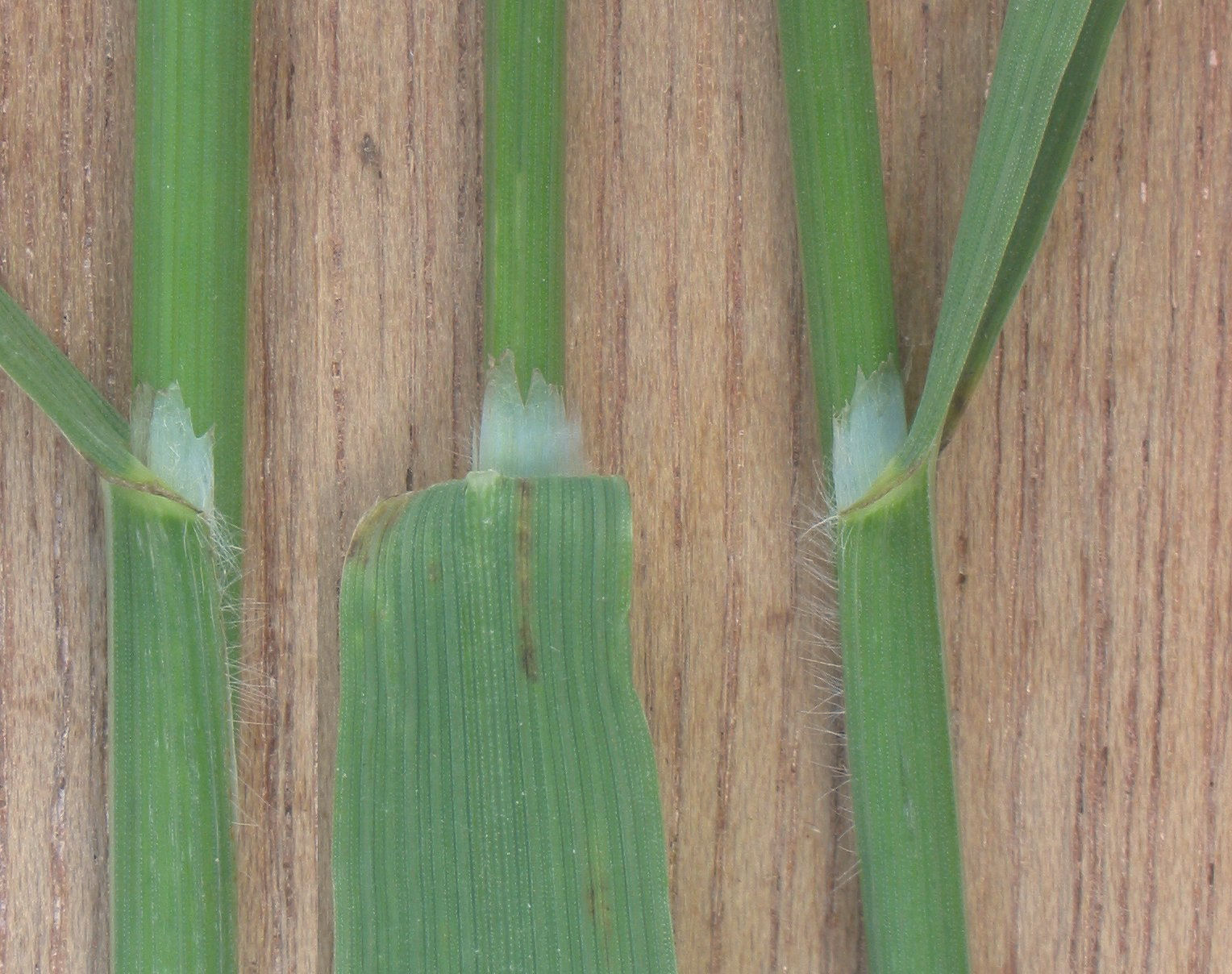
tongetje van velddravik
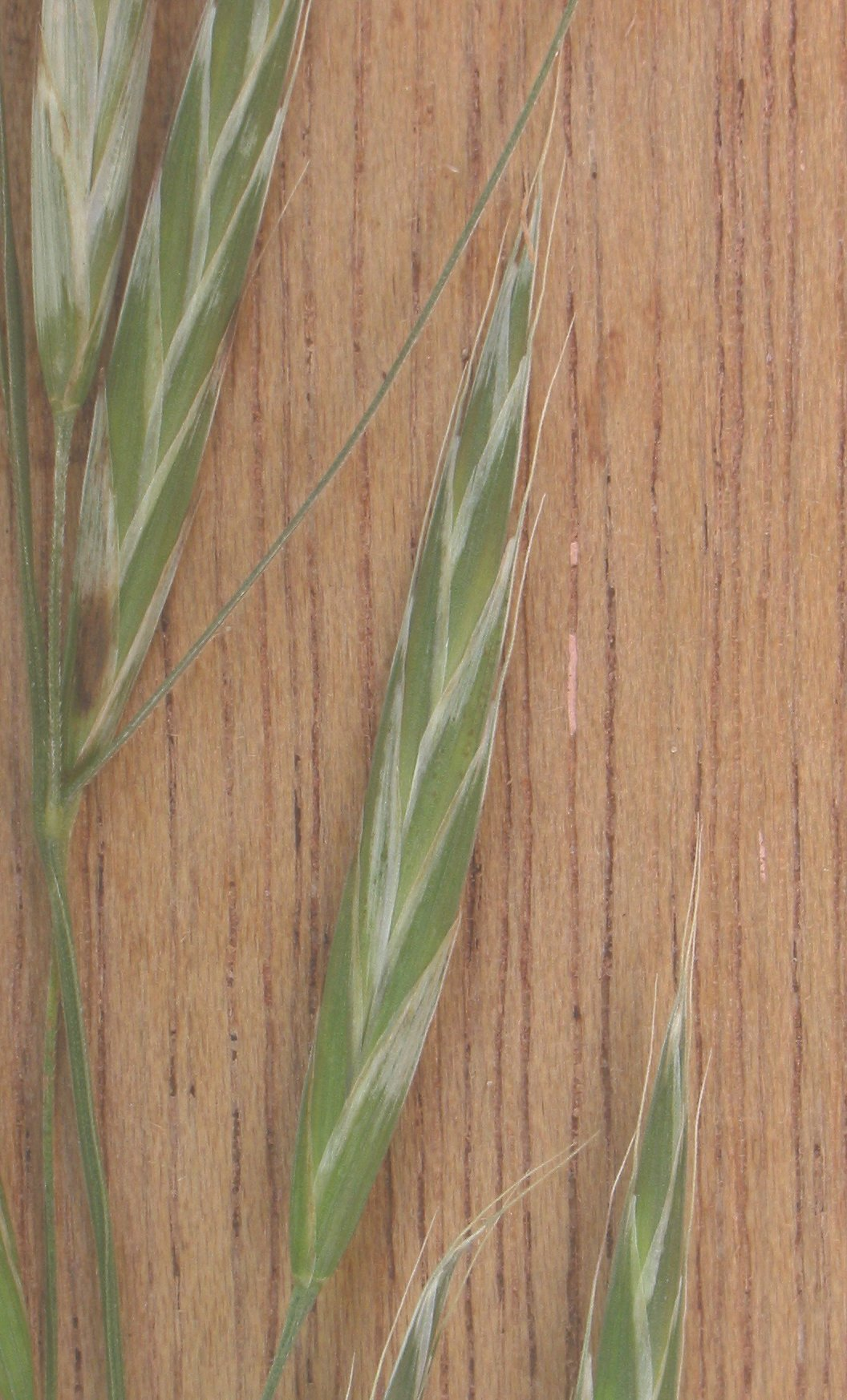
aartje van velddravik
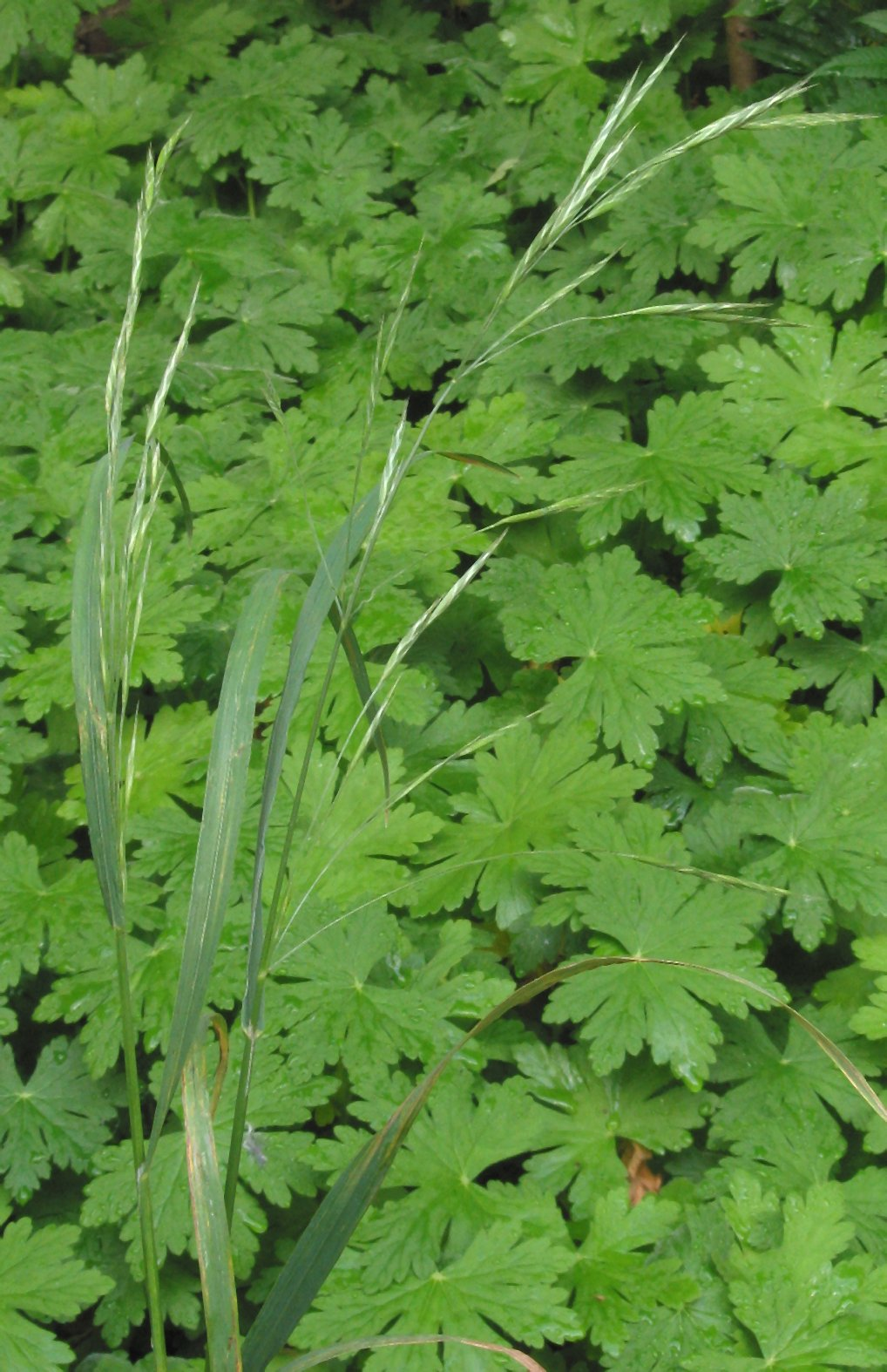
Velddravik